# Jüdischer Friedhof (Hoyerhagen)

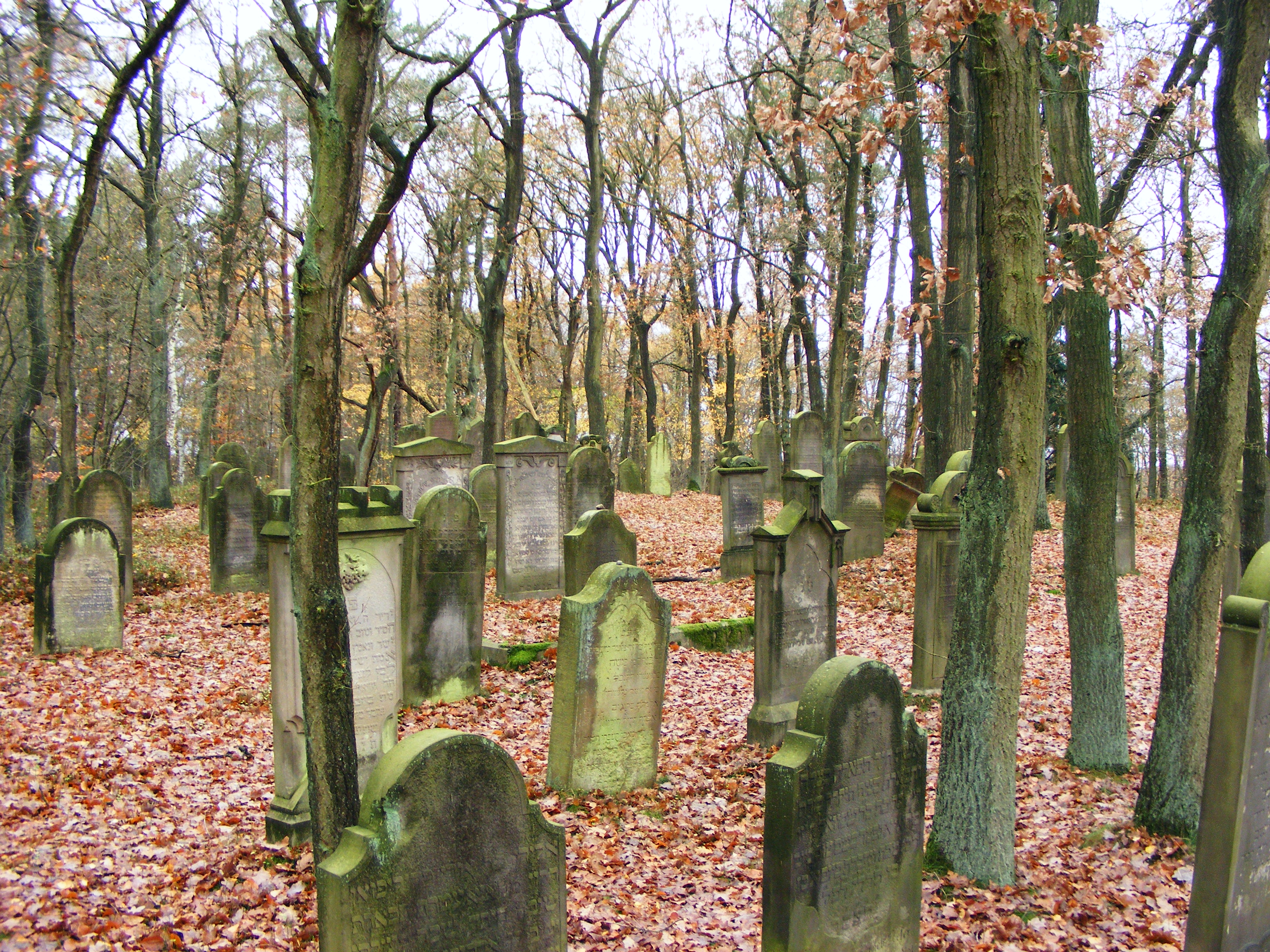
Jüdischer Friedhof

Der Jüdische Friedhof Hoyerhagen ist ein einigermaßen gut erhaltener Jüdischer Friedhof in Hoyerhagen (Samtgemeinde Grafschaft Hoya, Landkreis Nienburg/Weser, Niedersachsen). Er ist ein geschütztes Kulturdenkmal.

## Beschreibung
Der ca. 5000 m² große Friedhof befindet sich auf einer Anhöhe zwischen den Straßen „Vorberg“ und „Auf dem Sande“. Er war lange Jahre Zentralfriedhof für die Region bis nach Verden, Thedinghausen, Walsrode und Syke. Die 179 erhaltenen Grabsteine auf dem Friedhof für jüdische Verstorbene stammen aus den Jahren 1714 bis 1935. Es stehen hier die ältesten und wertvollsten jüdischen Grabsteine der ganzen Region. Einige Grabsteine sind zerstört oder stark beschädigt: Grabplatten fehlen, die Grabsteine sind durchgebrochen, schräg gestellt oder es sind nur noch Sockel vorhanden.